# Codeberg
Codeberg es una plataforma pública de desarrollo de software (Forja) basada en Forgejo, gestionada por la organización sin animo de lucro Codeberg eV.  Además de los servicios básicos de un repositorio y seguimiento de errores proporcionados por Forgejo, Codeberg ha ido introduciendo con el tiempo otros servicios como Codeberg Pages (un servicio de alojamiento web básico para proyectos en Codeberg), un servidor de traducción Weblate y un servicio CI/CD a través de Woodpecker CI.
En abril de 2025, Codeberg tenía más de 220.000 proyectos de código abierto gestionados por más de 150.000 usuarios.

## Asociación operadora
El operador de Codeberg es Codeberg e.V. (codeberg.org), una asociación registrada sin ánimo de lucro financiada mediante donaciones. Su objetivo es prestar servicios para el desarrollo y la distribución de software libre y de código abierto (FOSS) . Codeberg e.V. cuenta con aproximadamente 800 miembros.
El desarrollo de Forgejo está gestionado por la asociación Codeberg e.V . Esta asociación también se encarga de la administración de los nombres de dominio y los derechos de marca.

## Historia
Con la adquisición de GitHub por parte de Microsoft en 2018, los desarrolladores Holger Wächtler, Thomas Boerger y David Schneiderbauer se separaron el software Gitea con un proyecto llamado TeaHub. Codeberg e.V. se fundó en enero de 2019 con 25 miembros y comenzó publicando boletines mensuales sobre el estado del proyecto principal Codeberg.org Después de un mes, Codeberg e.V. alojaba 333 repositorios con 379 usuarios.
En diciembre de 2022, Codeberg.org cambió de Gitea a Forgejo. 

## Percepción pública

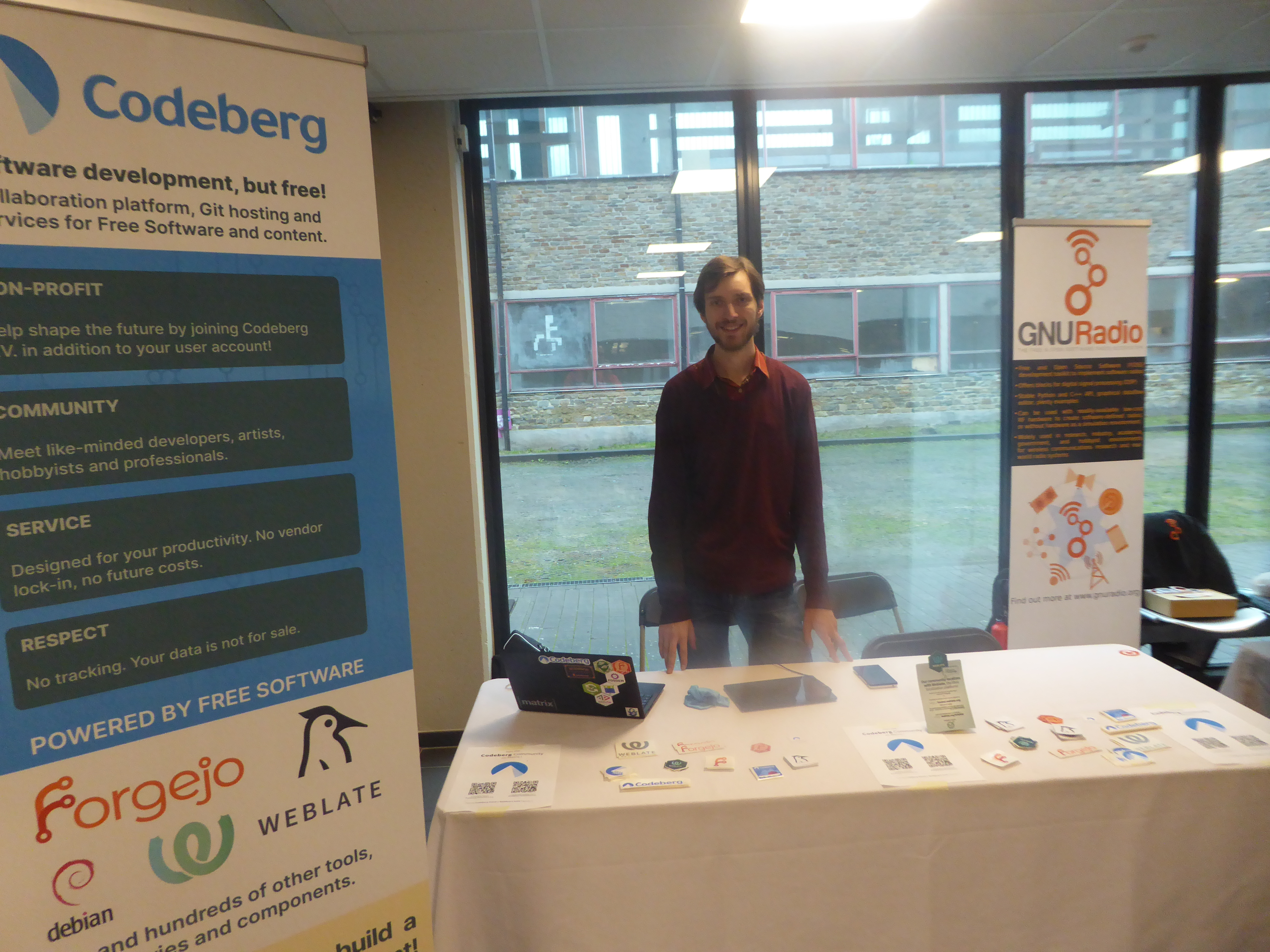
Stand en FOSDEM 2024

En 2020, Ade Malsasa Akbar escribió en un artículo para ubuntubuzz.com que todos en la comunidad FLOSS podrían estar interesados en Codeberg, especialmente aquellos que buscaban una alternativa a GitHub.
En junio de 2022, la campaña Give Up Github de Software Freedom Conservancy (en respuesta a la controversia sobre la licencia de GitHub Copilot ) promovió Codeberg como alternativa a GitHub. Esto aumentó la notoriedad de Codeberg en la comunidad de código abierto  y varios proyectos de código abierto más grandes migraron a Codeberg.